# ケンテシマ (小惑星)
ケンテシマ (513 Centesima) は、小惑星帯に位置する小惑星である。
マックス・ヴォルフがハイデルベルクのケーニッヒシュトゥール天文台で発見した。ヴォルフが発見したちょうど100番目の小惑星であったことに因んで、ラテン語で100を表す言葉から命名された。